# (5171) Augustesen
(5171) Augustesen ist ein Asteroid des Hauptgürtels, der vom dänischen Astronomen Poul Jensen am 8. September 1988 am Brorfelde-Observatorium (IAU-Code 054) entdeckt wurde.
Der Asteroid wurde am 23. Mai 2005 nach dem dänischen Astronomen Karl Augustesen benannt, der viele Jahre am Brorfelde-Observatorium tätig war.